# Championnat d'Asie féminin de basket-ball des moins de 18 ans 2024
Navigation
Inde 2022 2026
Le championnat d'Asie féminin de basket-ball des moins de 18 ans 2024 se déroule à Shenzhen en Chine du 24 au 30 juin 2024. Il s'agit de la vingt-sixième édition de la compétition, instaurée en 1970.

## Équipes participantes

### Qualifications

#### Division A
8 équipes, issues de l'édition précédente du Championnat d'Asie U18, sont qualifiées pour cette division.
| Mode de qualification                                 | Places | Nations qualifiées                                                   |
| ----------------------------------------------------- | ------ | -------------------------------------------------------------------- |
| Top 7 du Championnat d'Asie U18 2022 (Division A)     | 7      | Australie Chine Japon Taïwan Corée du Sud Nouvelle-Zélande Indonésie |
| Vainqueur du Championnat d'Asie U18 2022 (Division B) | 1      | Malaisie                                                             |

#### Division B
8 équipes, issues de l'édition précédente du Championnat d'Asie U18, sont qualifiées pour cette division.
| Mode de qualification                                 | Places | Nations qualifiées                   |
| ----------------------------------------------------- | ------ | ------------------------------------ |
| 8e du Championnat d'Asie U18 2022 (Division A)        | 1      | Inde                                 |
| 4 équipes du Championnat d'Asie U18 2022 (Division B) | 4      | Hong Kong Maldives Philippines Samoa |
| 4 équipes de la FIBA Asie                             | 4      | Iran Kirghizistan Liban Syrie        |

## Division A

### Rencontres

#### Premier tour
Légende des classements
- Qualifié pour les demi-finales
- Repêché en barrages de qualifications pour les demi-finales
- Qualifié pour le match pour la 7e place

##### Groupe A
| Rang | Équipe       | Pts | J | G | P | Pp  | Pc  | Diff |  | Résultats (dom.\ext.) |   |       |       |        |
| ---- | ------------ | --- | - | - | - | --- | --- | ---- |  | --------------------- | - | ----- | ----- | ------ |
| 1    | Australie    | 6   | 3 | 3 | 0 | 299 | 157 | 142  |  | Australie             |   | 85-52 | 90-67 | 124-38 |
| 2    | Corée du Sud | 5   | 3 | 2 | 1 | 202 | 183 | 19   |  | Corée du Sud          | - |       | 75-63 | 75-35  |
| 3    | Taïwan       | 4   | 3 | 1 | 2 | 220 | 199 | 21   |  | Taïwan                | - | -     |       | 90-34  |
| 4    | Malaisie     | 3   | 3 | 0 | 3 | 107 | 289 | -182 |  | Malaisie              | - | -     | -     |        |

##### Groupe B
| Rang | Équipe           | Pts | J | G | P | Pp  | Pc  | Diff |  | Résultats (dom.\ext.) |   |       |       |        |
| ---- | ---------------- | --- | - | - | - | --- | --- | ---- |  | --------------------- | - | ----- | ----- | ------ |
| 1    | Chine            | 6   | 3 | 3 | 0 | 296 | 199 | 97   |  | Chine                 |   | 97-81 | 90-68 | 109-50 |
| 2    | Japon            | 5   | 3 | 2 | 1 | 245 | 173 | 72   |  | Japon                 | - |       | 84-47 | 80-29  |
| 3    | Nouvelle-Zélande | 4   | 3 | 1 | 2 | 185 | 224 | -39  |  | Nouvelle-Zélande      | - | -     |       | 70-50  |
| 4    | Indonésie        | 3   | 3 | 0 | 3 | 129 | 259 | -130 |  | Indonésie             | - | -     | -     |        |

#### Tableau final
|  | Barrages  | Barrages         | Barrages     | Barrages     |                               |                               | Demi-finales                  | Demi-finales                  | Demi-finales | Demi-finales |              |              | Finale       | Finale       | Finale       | Finale       |
|  |           |                  |              |              |                               |                               |                               |                               |              |              |              |              |              |              |              |              |
|  |           |                  |              |              |                               |                               | 29 juin 2024                  | 29 juin 2024                  | 29 juin 2024 | 29 juin 2024 |              |              | 30 juin 2024 | 30 juin 2024 | 30 juin 2024 | 30 juin 2024 |
|  |           |                  |              |              |                               |                               | 29 juin 2024                  | 29 juin 2024                  | 29 juin 2024 | 29 juin 2024 |              |              | 30 juin 2024 | 30 juin 2024 | 30 juin 2024 | 30 juin 2024 |
|  |           |                  |              |              |                               |                               | 29 juin 2024                  | 29 juin 2024                  | 29 juin 2024 | 29 juin 2024 |              |              | 30 juin 2024 | 30 juin 2024 | 30 juin 2024 | 30 juin 2024 |
|  |           |                  |              |              |                               |                               | 29 juin 2024                  | 29 juin 2024                  | 29 juin 2024 | 29 juin 2024 |              |              | 30 juin 2024 | 30 juin 2024 | 30 juin 2024 | 30 juin 2024 |
|  |           |                  |              |              |                               |                               | 29 juin 2024                  | 29 juin 2024                  | 29 juin 2024 | 29 juin 2024 |              |              | 30 juin 2024 | 30 juin 2024 | 30 juin 2024 | 30 juin 2024 |
|  | Australie | Australie        | 68           | 68           |                               |                               |                               |                               |              |              |              |              | 30 juin 2024 | 30 juin 2024 | 30 juin 2024 | 30 juin 2024 |
|  | Australie | Australie        | 68           | 68           | 28 juin 2024                  |                               |                               |                               |              |              |              |              | 30 juin 2024 | 30 juin 2024 | 30 juin 2024 | 30 juin 2024 |
|  |           |                  | Japon        | Japon        | 63                            | 63                            |                               |                               |              |              |              |              | 30 juin 2024 | 30 juin 2024 | 30 juin 2024 | 30 juin 2024 |
|  | B2        | Japon            | Japon        | Japon        | 63                            | 63                            | 76                            | 76                            |              |              |              |              | 30 juin 2024 | 30 juin 2024 | 30 juin 2024 | 30 juin 2024 |
|  | B2        | Japon            | 29 juin 2024 |              |                               |                               | 76                            | 76                            |              |              |              |              | 30 juin 2024 | 30 juin 2024 | 30 juin 2024 | 30 juin 2024 |
|  | A3        | Taïwan           | 70           | 70           |                               |                               |                               |                               |              |              |              |              | 30 juin 2024 | 30 juin 2024 | 30 juin 2024 | 30 juin 2024 |
|  | A3        | Taïwan           | 70           | 70           | Australie                     | Australie                     | 96                            | 96                            |              |              |              |              |              |              |              |              |
|  |           |                  |              |              | Australie                     | Australie                     | 96                            | 96                            |              |              |              |              |              |              |              |              |
|  |           |                  | Chine        | Chine        | 79                            | 79                            |                               |                               |              |              |              |              |              |              |              |              |
|  |           |                  |              |              | 79                            | 79                            |                               |                               |              |              |              |              |              |              |              |              |
|  |           |                  |              |              |                               |                               |                               |                               |              |              |              |              |              |              |              |              |
|  |           |                  |              |              |                               |                               |                               |                               |              |              |              |              |              |              |              |              |
|  | Chine     | Chine            | 79           | 79           | Match pour la troisième place | Match pour la troisième place | Match pour la troisième place | Match pour la troisième place |              |              |              |              |              |              |              |              |
|  | Chine     | Chine            | 79           | 79           | Match pour la troisième place | Match pour la troisième place | Match pour la troisième place | Match pour la troisième place | 28 juin 2024 |              |              |              |              |              |              |              |
|  |           |                  | Corée du Sud | Corée du Sud | 61                            | 61                            |                               |                               | 30 juin 2024 | 30 juin 2024 | 30 juin 2024 | 30 juin 2024 |              |              |              |              |
|  | A2        | Corée du Sud     | Corée du Sud | Corée du Sud | 61                            | 61                            | 86                            | 86                            | 30 juin 2024 | 30 juin 2024 | 30 juin 2024 | 30 juin 2024 |              |              |              |              |
|  | A2        | Corée du Sud     |              |              |                               |                               |                               | 86                            |              |              | Japon        | Japon        | 69           | 69           |              |              |
|  | B3        | Nouvelle-Zélande | 66           | 66           |                               |                               |                               |                               |              |              | Japon        | Japon        | 69           | 69           |              |              |
|  | B3        | Nouvelle-Zélande | 66           | 66           | Corée du Sud                  | Corée du Sud                  | 54                            | 54                            |              |              |              |              |              |              |              |              |
|  |           |                  |              |              |                               |                               |                               |                               |              |              |              |              |              |              |              |              |

#### Matches de classement

##### Match pour la7eplace
| 28 juin 2024 14 h 00 UTC+08:00 | Rapport | Malaisie                                                                | 67–66 | Indonésie | OT | Longhua Cultural and Sports Center |
| 28 juin 2024 14 h 00 UTC+08:00 | Rapport | Score par quart-temps : 13-14, 20-15, 11-21, 18-12 ; prolongation : 5-4 |       |           | OT | Longhua Cultural and Sports Center |

##### Match pour la5eplace
| 29 juin 2024 14 h 00 UTC+08:00 | Rapport | Nouvelle-Zélande                                  | 66–61 | Taïwan |  | Longhua Cultural and Sports Center |
| 29 juin 2024 14 h 00 UTC+08:00 | Rapport | Score par quart-temps : 15-8, 15-17, 12-18, 24-18 |       |        |  | Longhua Cultural and Sports Center |

### Classement final
| Place                    | Équipe           | Vict.-Déf. |
| ------------------------ | ---------------- | ---------- |
| Médaille d'or, Asie      | Australie        | 5 - 0      |
| Médaille d'argent, Asie  | Chine            | 4 - 1      |
| Médaille de bronze, Asie | Japon            | 4 - 2      |
| 4                        | Corée du Sud     | 3 - 3      |
| 5                        | Nouvelle-Zélande | 2 - 3      |
| 6                        | Taïwan           | 1 - 4      |
| 7                        | Malaisie         | 1 - 3      |
| 8                        | Indonésie        | 0 - 4      |

- Qualification pour la Coupe du Monde U19 2025
- Relégation en Division B pour le Championnat d'Asie U18 2026

### Leaders statistiques

#### Points
| Place | Nom            | Équipe    | PPM  |
| ----- | -------------- | --------- | ---- |
| 1     | Ziyu Zhang     | Chine     | 35,0 |
| 2     | Kokoro Tanaka  | Japon     | 19,0 |
| 3     | Saffron Shiels | Australie | 18,0 |
| 4     | Lara Somfai    | Australie | 17,6 |
| 5     | Bonnie Deas    | Australie | 13,8 |

#### Rebonds
| Place | Nom            | Équipe    | RPM  |
| ----- | -------------- | --------- | ---- |
| 1     | Ziyu Zhang     | Chine     | 12,8 |
| 2     | Saffron Shiels | Australie | 11,6 |
| 3     | Lara Somfai    | Australie | 10,8 |
| 4     | Xiu Zhen Liao  | Taïwan    | 8,2  |
| 5     | Yi Xin Yap     | Malaisie  | 8,0  |

#### Passes décisives
| Place | Nom            | Équipe       | PDPM |
| ----- | -------------- | ------------ | ---- |
| 1     | Jiaxin Wang    | Chine        | 6,8  |
| 2     | Fengwei Xu     | Chine        | 5,6  |
| 3     | Heng Su        | Taïwan       | 4,3  |
| 3     | Wonjung Lee    | Corée du Sud | 4,3  |
| 5     | Saffron Shiels | Australie    | 3,8  |

#### Contres
| Place | Nom           | Équipe           | CPM |
| ----- | ------------- | ---------------- | --- |
| 1     | Rebecca Moors | Nouvelle-Zélande | 1,6 |
| 1     | Ziyu Zhang    | Chine            | 1,6 |
| 3     | Yi Xin Yap    | Malaisie         | 1,3 |
| 3     | Mun Shuen Ng  | Malaisie         | 1,3 |
| 5     | Teyahna Bond  | Australie        | 1,0 |
| 5     | Kavanah Lene  | Nouvelle-Zélande | 1,0 |

#### Interceptions
| Place | Nom           | Équipe           | IPM |
| ----- | ------------- | ---------------- | --- |
| 1     | Bonnie Deas   | Australie        | 3,0 |
| 2     | Yafu Kayu     | Taïwan           | 2,6 |
| 2     | Jing En Mi    | Taïwan           | 2,6 |
| 2     | Olivia Lassey | Nouvelle-Zélande | 2,6 |
| 5     | Wonjung Lee   | Corée du Sud     | 2,5 |

#### Évaluation
| Place | Nom            | Équipe       | EPM  |
| ----- | -------------- | ------------ | ---- |
| 1     | Ziyu Zhang     | Chine        | 42,8 |
| 2     | Saffron Shiels | Australie    | 22,8 |
| 3     | Lara Somfai    | Australie    | 21,2 |
| 4     | Bonnie Deas    | Australie    | 17,8 |
| 5     | Yunha Song     | Corée du Sud | 15,5 |

### Récompenses
MVP de la compétition (meilleure joueuse) Ziyu Zhang
Meilleur cinq de la compétition
- Kokoro Tanaka
- Peilin Xu
- Saffron Shiels
- Lara Somfai
- Ziyu Zhang

## Division B

### Rencontres

#### Premier tour
Légende des classements
- Qualifié pour les demi-finales
- Repêché en barrages de qualifications pour les demi-finales
- Qualifié pour le match pour la 7e place

##### Groupe A
| Rang | Équipe       | Pts | J | G | P | Pp  | Pc  | Diff |  | Résultats (dom.\ext.) |   |       |       |       |
| ---- | ------------ | --- | - | - | - | --- | --- | ---- |  | --------------------- | - | ----- | ----- | ----- |
| 1    | Iran         | 6   | 3 | 3 | 0 | 214 | 165 | 49   |  | Iran                  |   | 76-73 | 65-52 | 73-40 |
| 2    | Samoa        | 5   | 3 | 2 | 1 | 219 | 169 | 50   |  | Samoa                 | - |       | 62-51 | 84-42 |
| 3    | Hong Kong    | 4   | 3 | 1 | 2 | 160 | 161 | -1   |  | Hong Kong             | - | -     |       | 57-34 |
| 4    | Kirghizistan | 3   | 3 | 0 | 3 | 116 | 214 | -98  |  | Kirghizistan          | - | -     | -     |       |

##### Groupe B
| Rang | Équipe      | Pts | J | G | P | Pp  | Pc  | Diff |  | Résultats (dom.\ext.) |   |       |        |      |
| ---- | ----------- | --- | - | - | - | --- | --- | ---- |  | --------------------- | - | ----- | ------ | ---- |
| 1    | Philippines | 4   | 2 | 2 | 0 | 230 | 81  | 149  |  | Philippines           |   | 89-63 | 141-18 | 20-0 |
| 2    | Liban       | 3   | 2 | 1 | 1 | 165 | 110 | 55   |  | Liban                 | - |       | 102-21 | 20-0 |
| 3    | Maldives    | 2   | 2 | 0 | 2 | 39  | 243 | -204 |  | Maldives              | - | -     |        | 20-0 |
| 4    | Syrie       | 0   | 0 | 0 | 0 | 0   | 0   |      |  | Syrie                 | - | -     | -      |      |

#### Tableau final
|  | Barrages    | Barrages    | Barrages     | Barrages    |                               |                               | Demi-finales                  | Demi-finales                  | Demi-finales | Demi-finales |              |              | Finale       | Finale       | Finale       | Finale       |
|  |             |             |              |             |                               |                               |                               |                               |              |              |              |              |              |              |              |              |
|  |             |             |              |             |                               |                               | 29 juin 2024                  | 29 juin 2024                  | 29 juin 2024 | 29 juin 2024 |              |              | 30 juin 2024 | 30 juin 2024 | 30 juin 2024 | 30 juin 2024 |
|  |             |             |              |             |                               |                               | 29 juin 2024                  | 29 juin 2024                  | 29 juin 2024 | 29 juin 2024 |              |              | 30 juin 2024 | 30 juin 2024 | 30 juin 2024 | 30 juin 2024 |
|  |             |             |              |             |                               |                               | 29 juin 2024                  | 29 juin 2024                  | 29 juin 2024 | 29 juin 2024 |              |              | 30 juin 2024 | 30 juin 2024 | 30 juin 2024 | 30 juin 2024 |
|  |             |             |              |             |                               |                               | 29 juin 2024                  | 29 juin 2024                  | 29 juin 2024 | 29 juin 2024 |              |              | 30 juin 2024 | 30 juin 2024 | 30 juin 2024 | 30 juin 2024 |
|  |             |             |              |             |                               |                               | 29 juin 2024                  | 29 juin 2024                  | 29 juin 2024 | 29 juin 2024 |              |              | 30 juin 2024 | 30 juin 2024 | 30 juin 2024 | 30 juin 2024 |
|  | Iran        | Iran        | 49           | 49          |                               |                               |                               |                               |              |              |              |              | 30 juin 2024 | 30 juin 2024 | 30 juin 2024 | 30 juin 2024 |
|  | Iran        | Iran        | 49           | 49          | 28 juin 2024                  |                               |                               |                               |              |              |              |              | 30 juin 2024 | 30 juin 2024 | 30 juin 2024 | 30 juin 2024 |
|  |             |             | Liban        | Liban       | 64                            | 64                            |                               |                               |              |              |              |              | 30 juin 2024 | 30 juin 2024 | 30 juin 2024 | 30 juin 2024 |
|  | B2          | Liban       | Liban        | Liban       | 64                            | 64                            | 68                            | 68                            |              |              |              |              | 30 juin 2024 | 30 juin 2024 | 30 juin 2024 | 30 juin 2024 |
|  | B2          | Liban       | 29 juin 2024 |             |                               |                               | 68                            | 68                            |              |              |              |              | 30 juin 2024 | 30 juin 2024 | 30 juin 2024 | 30 juin 2024 |
|  | A3          | Hong Kong   | 41           | 41          |                               |                               |                               |                               |              |              |              |              | 30 juin 2024 | 30 juin 2024 | 30 juin 2024 | 30 juin 2024 |
|  | A3          | Hong Kong   | 41           | 41          | Liban                         | Liban                         | 64                            | 64                            |              |              |              |              |              |              |              |              |
|  |             |             |              |             | Liban                         | Liban                         | 64                            | 64                            |              |              |              |              |              |              |              |              |
|  |             |             | Philippines  | Philippines | 95                            | 95                            |                               |                               |              |              |              |              |              |              |              |              |
|  |             |             |              |             | 95                            | 95                            |                               |                               |              |              |              |              |              |              |              |              |
|  |             |             |              |             |                               |                               |                               |                               |              |              |              |              |              |              |              |              |
|  |             |             |              |             |                               |                               |                               |                               |              |              |              |              |              |              |              |              |
|  | Philippines | Philippines | 71           | 71          | Match pour la troisième place | Match pour la troisième place | Match pour la troisième place | Match pour la troisième place |              |              |              |              |              |              |              |              |
|  | Philippines | Philippines | 71           | 71          | Match pour la troisième place | Match pour la troisième place | Match pour la troisième place | Match pour la troisième place | 28 juin 2024 |              |              |              |              |              |              |              |
|  |             |             | Samoa        | Samoa       | 47                            | 47                            |                               |                               | 30 juin 2024 | 30 juin 2024 | 30 juin 2024 | 30 juin 2024 |              |              |              |              |
|  | A2          | Samoa       | Samoa        | Samoa       | 47                            | 47                            | 94                            | 94                            | 30 juin 2024 | 30 juin 2024 | 30 juin 2024 | 30 juin 2024 |              |              |              |              |
|  | A2          | Samoa       |              |             |                               |                               |                               | 94                            |              |              | Iran         | Iran         | 59           | 59           |              |              |
|  | B3          | Maldives    | 31           | 31          |                               |                               |                               |                               |              |              | Iran         | Iran         | 59           | 59           |              |              |
|  | B3          | Maldives    | 31           | 31          | Samoa                         | Samoa                         | 64                            | 64                            |              |              |              |              |              |              |              |              |
|  |             |             |              |             |                               |                               |                               |                               |              |              |              |              |              |              |              |              |

#### Match de classement

##### Match pour la5eplace
| 29 juin 2024 16 h 30 UTC+08:00 | Rapport | Maldives                                       | 30–91 | Hong Kong |  | Futian Sports Park |
| 29 juin 2024 16 h 30 UTC+08:00 | Rapport | Score par quart-temps : 6-22, 9-26, 6-19, 9-24 |       |           |  | Futian Sports Park |

### Classement final
| Place                    | Équipe       | Vict.-Déf. |
| ------------------------ | ------------ | ---------- |
| Médaille d'or, Asie      | Philippines  | 4 - 0      |
| Médaille d'argent, Asie  | Liban        | 3 - 2      |
| Médaille de bronze, Asie | Samoa        | 4 - 2      |
| 4                        | Iran         | 3 - 2      |
| 5                        | Hong Kong    | 2 - 3      |
| 6                        | Maldives     | 0 - 4      |
| 7                        | Kirghizistan | 0 - 3      |
| DSQ                      | Syrie        | —          |

- Promotion en Division A pour le Championnat d'Asie U18 2026

### Leaders statistiques

#### Points
| Place | Nom              | Équipe       | PPM  |
| ----- | ---------------- | ------------ | ---- |
| 1     | Reem El Ghali    | Liban        | 19,6 |
| 2     | Kira-May Filemu  | Samoa        | 18,8 |
| 3     | Evelina Mazikina | Kirghizistan | 16,3 |
| 4     | Mahsa Karani     | Iran         | 15,4 |
| 5     | Naomi Panganiban | Philippines  | 15,0 |

#### Rebonds
| Place | Nom               | Équipe      | RPM  |
| ----- | ----------------- | ----------- | ---- |
| 1     | Kira-May Filemu   | Samoa       | 16,2 |
| 2     | Reem El Ghali     | Liban       | 14,2 |
| 3     | Gabriella Ramos   | Philippines | 11,3 |
| 4     | Choi Wan Iu       | Hong Kong   | 8,8  |
| 5     | Peata Manumaleuga | Samoa       | 8,2  |

#### Passes décisives
| Place | Nom              | Équipe      | PDPM |
| ----- | ---------------- | ----------- | ---- |
| 1     | Zahra Zarei      | Iran        | 6,2  |
| 2     | Kira-May Filemu  | Samoa       | 5,0  |
| 3     | Maygen Naassan   | Liban       | 4,8  |
| 4     | Ava Fajardo      | Philippines | 4,5  |
| 5     | Naomi Panganiban | Philippines | 4,0  |

#### Contres
| Place | Nom            | Équipe    | CPM |
| ----- | -------------- | --------- | --- |
| 1     | Mahsa Karani   | Iran      | 2,4 |
| 2     | Lyra Firash    | Maldives  | 2,0 |
| 3     | Helya Houdneh  | Iran      | 1,6 |
| 3     | Japneet Kaur   | Hong Kong | 1,6 |
| 3     | Maygen Naassan | Liban     | 1,6 |

#### Interceptions
| Place | Nom              | Équipe      | IPM |
| ----- | ---------------- | ----------- | --- |
| 1     | Tereise Reupena  | Samoa       | 5,2 |
| 2     | Nga Ting Wong    | Hong Kong   | 3,6 |
| 3     | Sophia Canindo   | Philippines | 3,5 |
| 4     | Naomi Panganiban | Philippines | 3,3 |
| 5     | Alyssa Rodriguez | Philippines | 2,8 |
| 5     | Ava Fajardo      | Philippines | 2,8 |
| 5     | Maygen Naassan   | Liban       | 2,8 |

#### Évaluation
| Place | Nom              | Équipe       | EPM  |
| ----- | ---------------- | ------------ | ---- |
| 1     | Reem El Ghali    | Liban        | 28,6 |
| 2     | Kira-May Filemu  | Samoa        | 27,2 |
| 3     | Evelina Mazikina | Kirghizistan | 16,3 |
| 4     | Mahsa Karani     | Iran         | 15,4 |
| 5     | Naomi Panganiban | Philippines  | 15,0 |

### Récompenses
MVP de la compétition (meilleure joueuse) Naomi Panganiban
Meilleur cinq de la compétition
- Naomi Panganiban
- Ava Fajardo
- Reem El Ghali
- Kira-May Filemu
- Mahsa Karani